# フリーピストンエンジン
フリーピストンエンジンは、機械的に出力軸に連結したピストンを備えない熱機関の一形式。

## 概要
外燃機関、内燃機関の双方に存在する。外燃機関ではフリーピストン蒸気機関、フリーピストンスターリングエンジンがある。内燃機関ではフリーピストンガスタービン等があり、大砲や銃も一種のフリーピストンエンジンであるといえる。

## 構造
ピストン自体はクランクシャフト等の出力伝達軸に機械的に結合されておらず、蒸気、燃焼ガス、液体金属等の作動流体を介するか、誘導電流による
発電により出力する。

## 分類
動力の取り出し方には複数の方式がある。フリーピストンガスタービンのように発生した燃焼ガスをタービンに吹き込んで回転運動に変換する形式やピストンに備えられた永久磁石の往復運動で発電したり、アルカリ金属等の低融点の液体金属を作動流体として電磁流体発電により電気エネルギーとして出力する方法等がありそれぞれ一長一短がある。

## 歴史

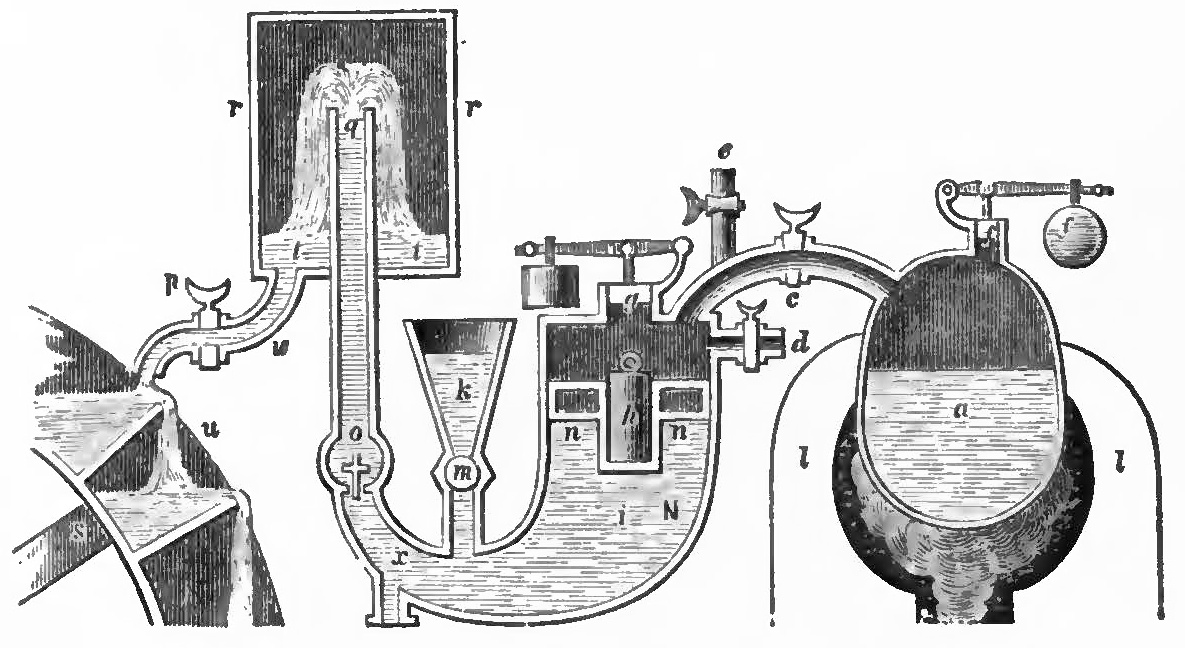
パパンの二度目の蒸気機関

フリーピストンエンジンの概念は古くからあり、ドニ・パパンが 1707年に考案した蒸気機関も一種のフリーピストンエンジンであったといえる。その後、数々のフリーピストンエンジンが考案されてきたが実用化されたものは杭打機やガソリンランマ等、一部に限られている。

## 特徴
コネクティングロッドやクランクシャフトのような機構部品が不要なので部品点数を減らせる。その反面、作動流体の流路内での抵抗や往復に伴う慣性があるため、効率を下げる要因になる。